# GARNET CROW Special live in 仁和寺
『GARNET CROW Special live in 仁和寺』（ガーネット クロウ スペシャル ライヴ イン にんなじ）はGARNET CROWの5枚目のライブDVDである。

## 解説
2008年12月17日にGIZA studioから発売された。
2007年10月20日に世界遺産の京都・仁和寺で行われたスペシャルライブを収録。
既にアルバム『LOCKS』の初回限定盤Aの特典DVDに3曲が収録され、Music Japan TVにおいてもライブの模様が放送されていたが、完全版での映像化の要望が多く寄せられたため、商品化に至った。
2008年10月22日発売のシングル「百年の孤独」との連動応募特典がある。

## 収録内容
1. 夢・花火
2. まぼろし
3. 巡り来る春に
4. Sky
5. 君の家に着くまでずっと走ってゆく
6. 水のない晴れた海へ
7. Marionette Fantasia
8. pray
9. スカイ・ブルー
10. かくれんぼ
11. call my name
12. 君 連れ去る時の訪れを
13. Holy ground
14. 風とRAINBOW
15. Mysterious Eyes
16. 二人のロケット
17. 夢みたあとで

〜Encore〜
1. Cried a little
2. 世界はまわると言うけれど
3. 涙のイエスタデー